# Ctenoplectra
Ctenoplectra is een geslacht van vliesvleugelige insecten uit de familie bijen en hommels (Apidae)

## Soorten
- C. albolimbata Magretti, 1895
- C. antinorii Gribodo, 1884
- C. apicalis Smith, 1879
- C. armata Magretti, 1895
- C. australica Cockerell, 1926
- C. bequaerti Cockerell, 1930
- C. cornuta Gribodo, 1891
- C. chalybea Smith, 1857
- C. davidi Vachal, 1903
- C. elsei Engel, 2007
- C. florisomnis van der Vecht, 1941
- C. kelloggi Cockerell, 1930
- C. paolii Guiglia, 1928
- C. polita (Strand, 1912)
- C. terminalis Smith, 1879
- C. thladianthae van der Vecht, 1941
- C. vagans Cockerell, 1904
- C. yoshikawai Hirashima, 1962